# Herrenhaus Lüssow

Schloss Lüssow – Ostseite 1960

Schloss Lüssow – Westseite 1960

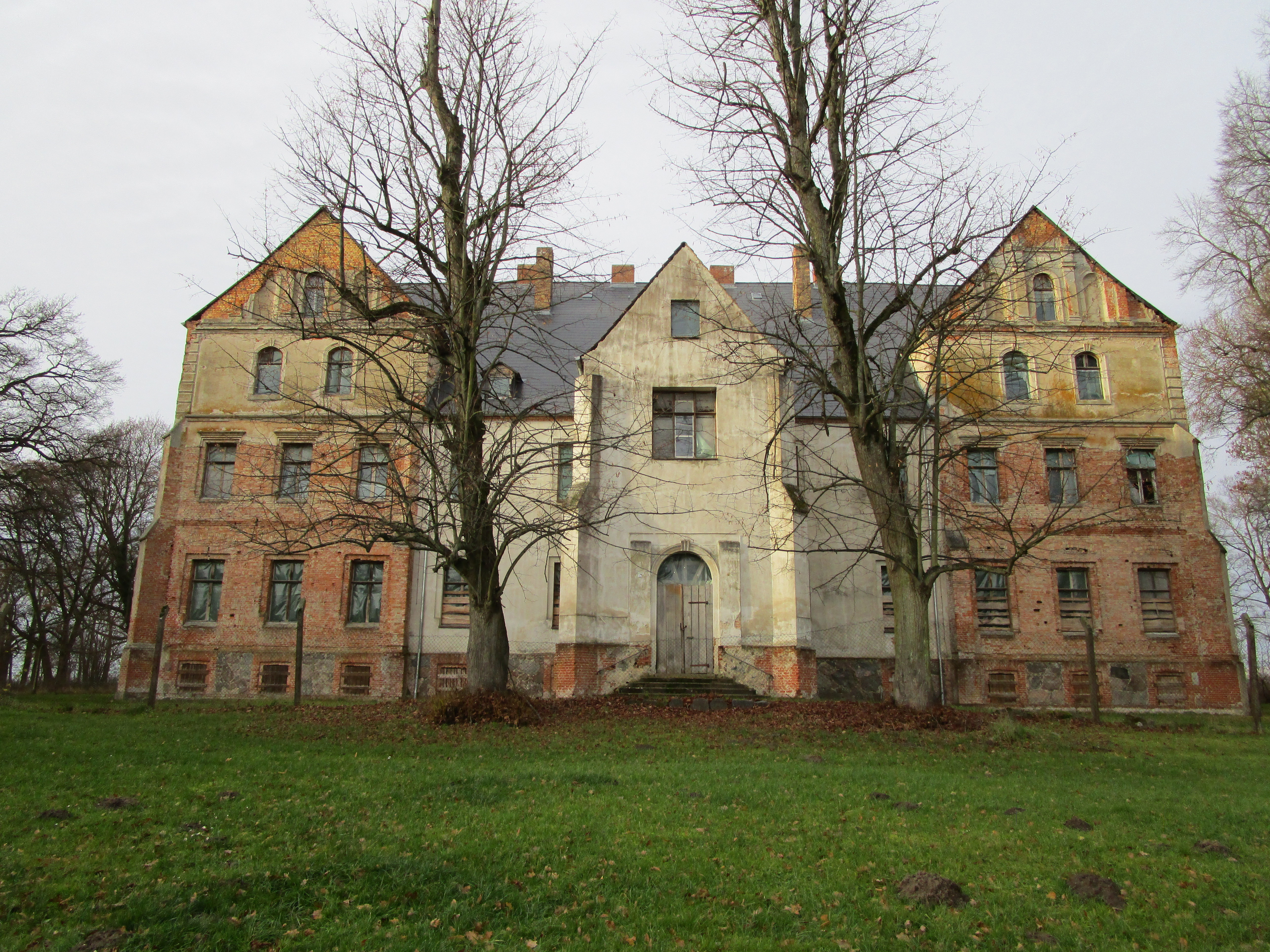
Schloss Lüssow von Osten 2015

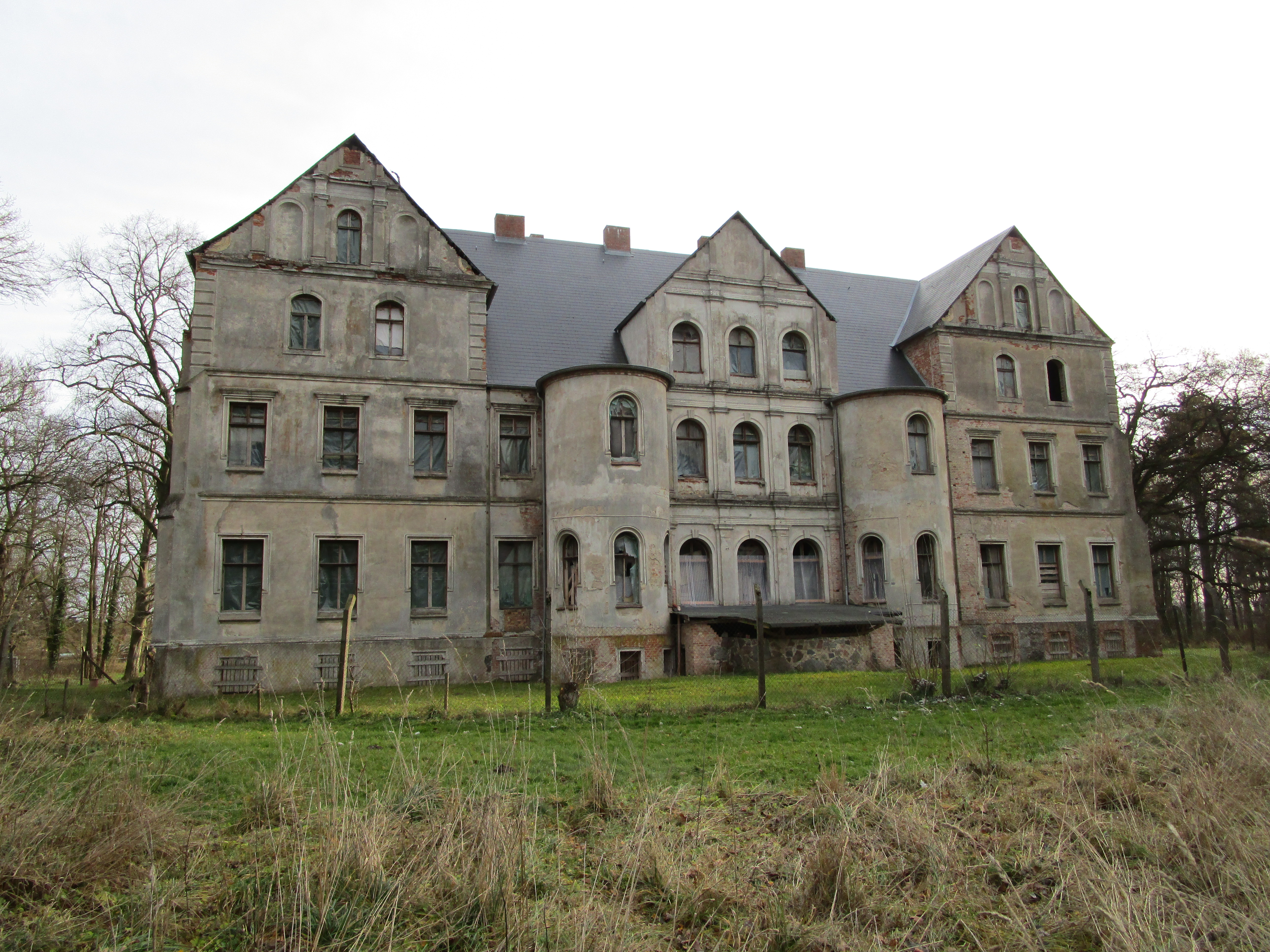
Schloss Lüssow von Westen 2015

Das Herrenhaus Lüssow liegt im Westen der Ortschaft Lüssow in der Stadtgemeinde Gützkow und wird wegen seiner  Größe auch als Schloss Lüssow bezeichnet.

## Geschichte
Seit Mitte des 17. Jahrhunderts war Lüssow, das schon vorher ein Lehngut war, im Besitz der Familie von Wolffradt. Der Gutshof hatte alle üblichen Wirtschaftsgebäude, wie Scheune, Speicher, Stallungen und sonstige Nebengebäude, aber auch Unterkünfte für die Bediensteten. Sie waren überwiegend mit gespalteten Feldsteinen und Backsteinen gebaut, letztere wurden in einer eigenen Ziegelei nordöstlich des Dorfes hergestellt.
1841 starb Hermann von Wolffradt ohne Nachkommen und vererbte Lüssow via Testament und die anderen Besitzungen an seinen Vetter Achim von Voß aus Mecklenburg unter der Auflage, dann 1849 den Doppelnamen von Voß-Wolffradt zu übernehmen. Achim von Voß-Wolffradt (1837–1904) wurde 1865 Ritter des Johanniterordens mit späterer Mitgliedschaft dort im Konvent und ließ ab 1867 das Herrenhaus erbauen, das aber nicht am Gutshof stand, sondern weiter westlich abgesondert in einem Park. Der Bau wurde durch seine Ehefrau Sophie, eine geborene Gräfin von Behr-Negendank (1845–1937), besonders initiiert. Das Herrenhaus wurde 1868 fertig gestellt. Herr von Voss-Wolffradt wurde Majoratsherr, Lüssow Teil eines Familienfideikommiss. Der Gutsherr galt als gut situiert und fand Erwähnung im Jahrbuch der Millionäre 1894. 1914 sind für das Gut 806 ha Fläche genannt, davon waren 90 ha Holzungen. Um 1939, also weit nach der Weltwirtschaftskrise, beinhaltete Lüssow als Rittergut 821 ha. Davon waren um die 126 ha Forstbesitz.
Vor der Besetzung durch die Rote Armee Ende April 1945 beging die Besitzerfamilie um Vicco von Voss-Wolffradt, seiner Ehefrau Elisabeth, geborene Gräfin Pfeil und Klein-Ellguth, und der Schwester Ursula von Voss geschlossen Selbstmord. Der Sohn Achim Ewald Friedrich Walter von Voss galt nach dem Genealogischen Handbuch des Adels als Erbe und lebte mit seiner Familie später in Hessen.
Im Schloss wurde 1946 eine Typhuskrankenstation eingerichtet, ansonsten war es Wohnunterkunft für Flüchtlinge. Am Schloss wurden 1947 die Mauer vom Schloss zum Tor teilweise, das Tor zur Wagenremise und der Eiskeller abgebrochen, um Baumaterial für Ställe und Schuppen der Flüchtlinge zu errichten.
1950 wurden vier Unterrichtsräume im Schloss eingerichtet, weil das alte Schulhaus im Dorf für die Schüleranzahl nicht mehr ausreichte. Ab 1952 war dann sämtlicher Schulunterricht im ehemaligen Herrenhaus. Ab 1960 wurden dann die höheren Klassen nach Gützkow verlegt.
1968 und 1969 wurde dann das Gebäude leider wegen fehlender Reparaturkapazitäten umfassend verunstaltet: Der Ostturm über dem Haupteingang wurde bis auf einen Stumpf abgebaut, die Zwerchhausgiebel werden begradigt – Verzierungen und Voluten abgeschlagen und zum Schluss werden die Flankentürme der Veranda bis auf die Stümpfe abgebrochen.
Der Schulbetrieb im Schloss wurde 1972 gänzlich eingestellt, lediglich der Kindergarten blieb noch. Von den neun Wohnungen in den Obergeschossen waren nur noch vier belegt. Gelegentlich wurden der Saal und die Nebenräume für Veranstaltungen (Erntefeste usw.) genutzt.

Der Kindergarten zog dann 1984 zur so genannten „Wirtschaft“. Seitdem stand das Gebäude leer. Dann begann der Raubabbau an der Gebäudeausrüstung – die Kamine, Türen, Treppengeländer und alles Verwertbare wurden gestohlen und Vandalismus fand statt.
In einer Arbeitsbeschaffungsmaßnahme (ABM) wurde 1994 mit der Beräumung und Sanierung des Parks begonnen.
Lüssower Einwohner gründeten im März 1996 den Verein Schloß und Gut Lüssow. Sie sicherten zusammen mit der Deutschen Stiftung Denkmalschutz die Finanzierung der Dacherneuerung und der Sicherungsmaßnahmen für das Gebäude.
 Ein zweiter Erfolg war, dass das Traditionellen vorpommerschen Landgutes Lüssow bis 2004 in ein Landwirtschaftsmuseum umgestaltet wurde. 2013 wurde das Schloss einschließlich der zugehörigen Ländereien wie Park und Nebenflächen, sowie die so genannte „Wirtschaft“ mit Grundstück, an einen Investor verkauft.

## Architektur
Der zwei- und dreigeschossig, elfachsige Putzbau der Neorenaissance steht auf einem erhöhten Sockelgeschoss aus behauenen Feldsteinen. Das Gebäude hatte an der Ostseite einen Treppenturm mit einem spitzen Turmhelm; hier lag der Haupteingang. An der Westseite befand sich eine Veranda, die durch zwei kleinere vorgezogene Türme flankiert wurde.
Das Gebäude in H-Form hat beidseitig durchgehende dreigeschossige Zwerchhäuser, deren Giebel früher reich verziert waren. Gebäudemittig befindet sich zweigeschossige Zwerchgiebel.
Im Kellergeschoss befanden sich die Wirtschafts- und Lagerräume für das Schloss, einschließlich der Küche sowie der Essraum für das „Gesinde“. Für die Herrschaft gab es einen Speiseaufzug zum Speisesaal, der vor der Terrasse lag.
Im Erdgeschoss lagen die weiteren Repräsentationsräume  wie der große Saal mit seinen zwei großen Kaminen gegenüber dem Haupteingang sowie die Bibliothek, das Musikzimmer und das Arbeitszimmer des Gutsherrn. Zu den flankierenden Türmen der Veranda gab es gesonderte Zugangsräume.
Im ersten Obergeschoss befanden sich die Wohnräume der Herrschaften und im Dachgeschoss die Wohnräume des Dienstpersonals.
Vom Schloss wurden in der Bauphase 1867/68 die Mauer vom Schloss zum Tor, das Tor zur Wagenremise und ein Eiskeller errichtet. Das Tor war den Zwerchgiebeln nachempfunden, hatte aber im Wesentlichen nur dekorative Funktionen.
Nach 1945 wurde das Herrenhaus zunächst Unterkunft für Flüchtlinge für über 20 Familien. Zugleich wurde neben einer Typhuskrankenabteil auch eine Ambulanz mit einer Geburtsstation (Storchenzimmer) etabliert.
1950/52 wurden die Anzahl der Flüchtlingsunterkünfte reduziert und es erfolgte die Einrichtung einer Schule mit Unterrichtsräumen im 1. und 2. Geschoss sowie einem Kindergarten. Danach wurden nur noch einige Rückbauten vorgenommen.